# Ē
Ē (gemenform: ē) är den latinska bokstaven E med ett streck över. Ē används i lettiska, samoanska, pinyin och japansk rōmaji.

## Lettiska
Ē började användas efter den lettiska stavningsreformen 1908-1909. Innan dess hade lettiska skrivits med fraktur eller kyrillisk skrift. Ē uttalas antingen [ɛ] eller [æ] beroende på vilken bokstav som kommer efter.

## Pinyin
I pinyin indikerar Ē ett [ɤ] med hög ton.

## Japanska (rōmaji)
När japanska skrivs med latinska bokstäver representerar Ē ljudet [e:]. Med hiragana och katakana skulle det skrivas ええ respektive エー.